# Кризис среднего возраста
Кризис среднего возраста — долговременное эмоциональное состояние, связанное с переоценкой своего опыта в среднем возрасте, когда многие из возможностей, о которых человек мечтал в детстве и юности, уже безвозвратно упущены (или кажутся упущенными), а наступление собственной старости и смерти оценивается как событие с вполне реальным сроком (а не «когда-нибудь в будущем»).
Экстремализация постоянно вялотекущего синдрома существования происходит в возрастном интервале 30-50 лет в зависимости от индивидуальных особенностей личности и жизненного пути.
Активная фаза синдрома существования в кризисе среднего возраста называется тотальной смысловой девальвацией.

## Симптомы
- Депрессия;
- Жалость к себе;
- Опустошённость;
- Ощущение загнанности, ловушки карьеры или брака;
- Чувство, что жизнь несправедлива.

Симптомы усугубляются ухудшением физического состояния: увеличение массы тела, уменьшение выносливости, морщины, провисание кожи, выпадение волос, снижение востребованности у противоположного пола.
Обессиливание, угнетённые состояния, депрессия в большой или малой интенсивности становится периодическим явлением в зависимости от жизненной ситуации. Наряду с депрессивным состоянием у человека могут наблюдаться витальные подъёмы.[уточнить]
Обострение кризиса синдрома существования может сопровождаться какими-то резкими и внезапными жизненными решениями, поворотами, а также может характеризоваться учащением периодичности угнетения, его углублением, утерей непосредственно-ситуативных причин угнетения.
Человек в период кризиса среднего возраста может чувствовать внутреннее опустошение.

### Внешние проявления
- Отказ от достигнутого, несмотря на положительную оценку достижений окружающими
- Потеря интереса ко многим, ранее значимым, сторонам жизни
- Смена круга референтных лиц: более значимым может стать мнение случайных людей. Одним из таких последствий может стать вступление в секту.
- Изменение ценностных ориентиров
- Более свободное, эксцентричное поведение[7].